# Rodolfo Garcia
Rodolfo Garcia is een voormalig generaal uit het Filipijnse leger. Garcia werd halverweg 2007 benoemd als hoofdonderhandelaar names de Filipijnse regering in de onderhandelingen met het Moro Islamic Liberation Front.
Op 16 november 2007 kon Garcia op een persconferentie melden dat er een doorbraak was in de onderhandelingen tussen het MILF en de regering. De onderhandelaars zijn het eens geworden over een van de belangrijkste onderhandelingspunten, de grenzen van een toekomstig islamitisch autonoom gebied